# First Born (álbum)
First Born es el primer álbum de estudio de la banda estadounidense de metalcore The Plot in You. Fue lanzado el 18 de abril de 2011 a través de Rise Records y también fue producido, compuesto e interpretado íntegramente por el vocalista de la banda Landon Tewers. 
El álbum es un álbum conceptual basado en la historia de un niño y los problemas que atraviesa en vida; enfrentar un padre abusivo entre otros desafíos como el duelo, el abandono, el bullying y la angustia. El álbum "comienza desde el nacimiento" y termina donde finalmente escapa permanentemente de su hogar roto.

## Lista de canciones
| N.º | Título                     | Duración |  |
| 1.  | «The Fathers Seed»         | 2:55     |  |
| 2.  | «Small Face»               | 2:56     |  |
| 3.  | «Bully»                    | 3:20     |  |
| 4.  | «Miscarriage»              | 3:34     |  |
| 5.  | «Rat Poison»               | 2:51     |  |
| 6.  | «Neighbors»                | 3:18     |  |
| 7.  | «Filth»                    | 2:57     |  |
| 8.  | «Unwelcome»                | 3:30     |  |
| 9.  | «Nothing Leaves This Room» | 3:10     |  |
| 10. | «Dear Dad»                 | 1:44     |  |

## Personal
The Plot in You
- Landon Tewers – voz, guitarra, bajo, ingeniería, mezcla, masterización, producción
- Cole Worden - batería